# Voie de l'Inconscient
La voie de l'Inconscient est une « piste d’audace » militaire de renommée internationale située à Arta (Djibouti).  
La voie est créée le 20 décembre 1976 par cinq commandos marine du commando de Montfort : l’ouvreur le maître Philippe Blatter, assisté de quatre équipeurs, les quartiers-maîtres Patrick Delezaive, Jean-Marie Jourdain, François-Yves Lorette et François-Alain Gourmelen. 
Après avoir été gérée par les commandos marine, puis la Légion étrangère comme composante du centre d'entraînement au combat d'Arta Plage, la voie est toujours utilisée et sa gestion est du ressort du 5e RIAOM au sein du CECAD.  

## Situation géographique
La voie est située à une quarantaine de kilomètres de la capitale Djibouti, sur la piste des Mariés reliant Arta à Arta plage, sur les rives du golfe de Tadjourah en république de Djibouti.

## Histoire

### Prémices de la voie

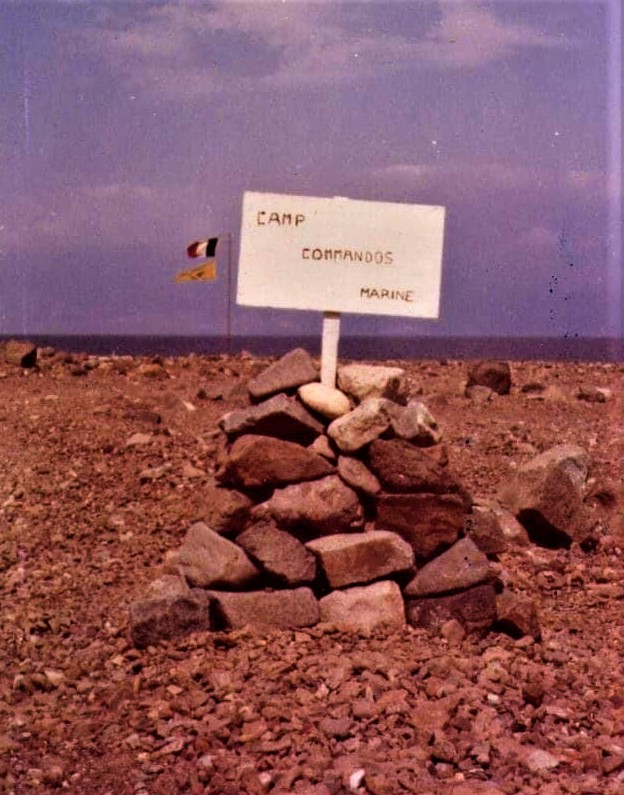
Camp commando marine à Arta Plage en 1976.

La voie de l'Inconscient ou encore « piste d’audace » est fondée par le détachement du commando de Montfort dans le courant du mois de décembre de l'année 1976. 
À l’automne 1976, le commando de Montfort est déployé durant neuf mois sur le territoire français des Afars et des Issas pour participer à la permanence des commandos marine en Zone Maritime de l’océan Indien sous les ordres du lieutenant de vaisseau Parès. 
Deux sections du commando de Montfort partent du port de Brest le 17 septembre 1976 à bord du navire atelier Jules Verne, affecté à la flotte française en océan Indien. Le reste du commando appareille du même port le 15 janvier 1977 sur le transport de chalands de débarquement de la classe Ouragan. À bord de ce même bâtiment de la Marine nationale l'ensemble du commando rallie Toulon le 28 juin 1977. 
Le camp actuel d’Arta n’étant pas encore construit, le commando s’installe au camp de tentes d’Arta Plage pour y mener son entraînement et préparer ses missions. Le site est propice à l’entraînement nautique, au tir, aux nomades dans le désert.

### Création de la voie en 1976
Le maître Philippe Blatter, chef d’escouade au commando de Montfort qui est l’un des instructeurs escalade du Groupement des fusiliers marins commandos, décide avec l'aide de quatre quartiers-maîtres, d’ouvrir et d’équiper une voie très aérienne, que seule la combinaison du physique, de l’audace et de la technicité permettra de surmonter une difficulté sans commune mesure.
Il s'agit de cinq commandos marine du commando de Montfort,: 
| Ouvreurs                         |
| -------------------------------- |
| Philippe Blatter (1949-2024)     |
| Patrick Delezaive (1957-)        |
| Jean-Marie Jourdain (1957-)      |
| Yves Lorette (1957-)             |
| François-Alain Gourmelen (1957-) |

Les cinq équipent la voie, sillonnant plusieurs fois les parois et y installant les premiers équipements. Elle est inaugurée le 20 décembre 1976.
Durant les premières années de sa création, le parcours est effectué par les commandos marine sans aucune protection. Lorsque les commandos marine arrivent à Arta, le centre d'entraînement d'Arta plage est inexistant, seuls une poignée de commandos marine s'y entraînent.

### Entraînement des légionnaires par les commandos marine (1977)
En 1977 les légionnaires et le commando de Montfort se trouvent à Arta Plage.
Après la dissolution de la 13e demi-brigade de Légion étrangère, le groupe amphibie bascule d’Obock à Arta Plage. Il s’entraîne avec le commando de Montfort.
La même année, le camp d’Arta se construit et les commandos s’installent sur la colline. Les légionnaires bâtissent à Arta Plage les infrastructures du futur CECAP qu’ils dirigeront jusqu'au départ du régiment aux Émirats arabes unis.
En 1977, Djibouti accède à l’indépendance le 27 juin 1977 et devient la république de Djibouti. Par la signature d’un accord de défense, les forces militaires françaises restent toutefois sur le territoire afin de garantir la souveraineté du nouvel État face à ses voisins envieux de ses ressources.

### Reprise par la Légion étrangère 1978-2011
L’éruption de l’Ardoukôba accompagné d’un tremblement de terre d’une magnitude de 4,6 qui a lieu le 7 novembre 1978 met fin provisoirement aux entraînements sur la voie de l'Inconscient.
Après le départ des commandos marine à Arta, la voie de l'Inconscient est reprise par la Légion étrangère qui crée en 1978 le CECAP. Elle sera ensuite améliorée par les habitants successifs de ces lieux, le centre amphibie des commandos marine étant repris après 1978 par la Légion étrangère.
La tête de mort peinte sur la falaise est, par exemple, un des rajouts de la Légion tout comme la gouttière qui a remplacé l’échelle spéléo de 18 mètres pour franchir cette même falaise. La réfection de la piste collective et l'installation de sites de rappel et d'escalade ont été réalisés en 1997.
Depuis le début des années 2000, elle est réalisée avec protection.

### Reprise par le 5e RIAOM, depuis  2011

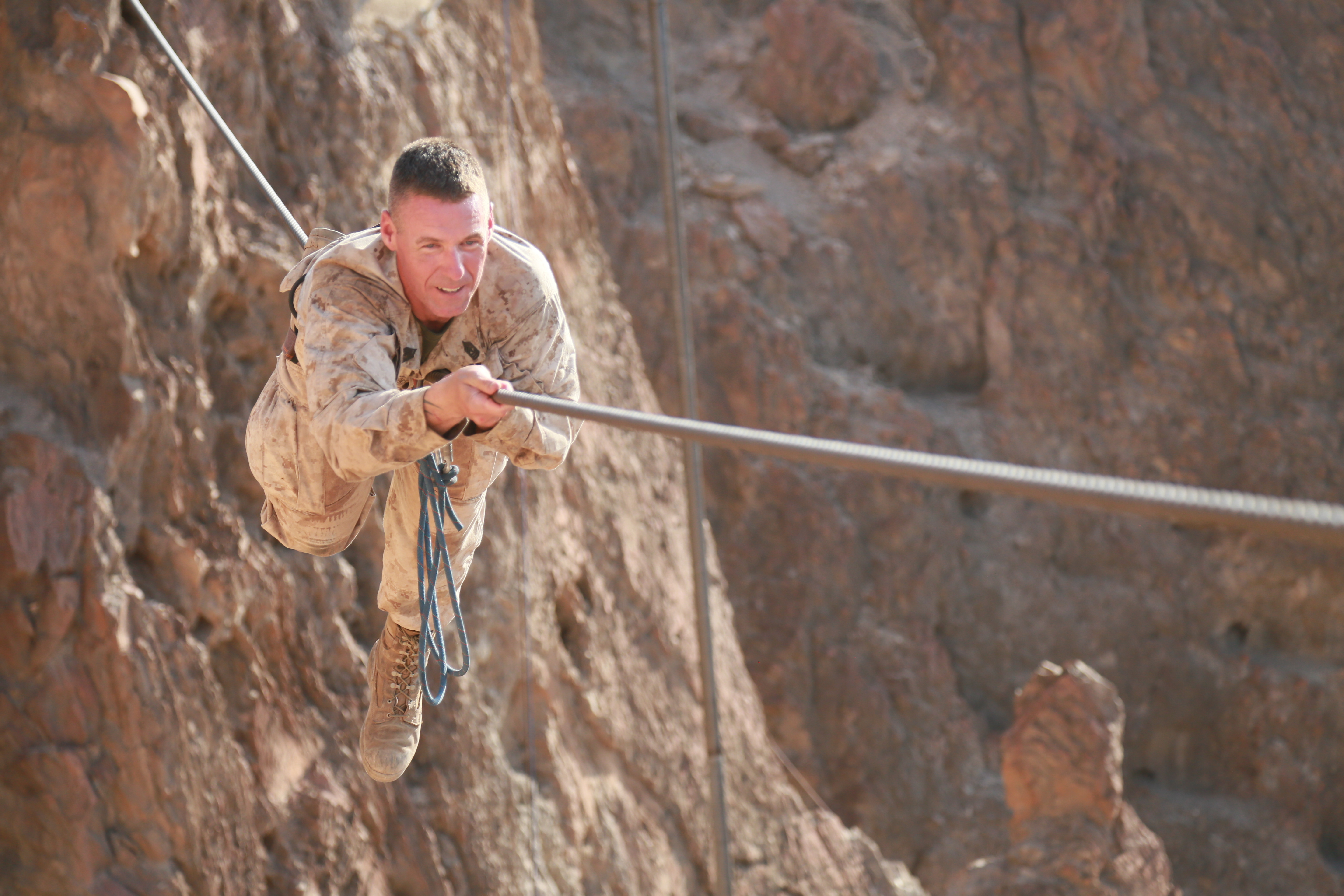
Équilibre sur un câble lors d'un stage de survie dans le désert aux côtés du 5e Régiment interarmes d'outre-mer (RIAOM)

Après le départ de la 13e demi-brigade de Légion étrangère de Djibouti en 2011, le centre d’entraînement et ses infrastructures ont été repris par le 5e RIAOM. Il change de nom pour devenir CECAD (centre d'entraînement au combat et d'aguerrissement de Djibouti). 
Le centre accueille aujourd’hui plus de 1 500 stagiaires par an. En 45 ans d’existence, on peut donc considérer que plus de 50 000 soldats de tous grades, armes, armées et nationalités ont suivi la trace des cinq pères fondateurs sur la voie qu’ils ont tracée.

## Dénomination
Selon la tradition du monde de l’escalade, son ouvreur, Philippe Blatter, la baptise « voie de l'Inconscient » en raison « de la friabilité de la roche et du peu de tenue des fixations métalliques » et le nom des créateurs est peint sur la roche. L’emplacement de ce point se détermine par rapport à la sécurité, à la nature du rocher à cet endroit-là. C’est en ces termes que Philippe Blatter décrit la voie de l'Inconscient :

« La roche était friable et nous devions dégager quelques kilos de roche pour planter un piton. Le matériel de l'époque n'était pas forcément adapté, les coinceurs n'existaient pas, la plupart des mousquetons étaient en acier, les rangers n'étaient pas forcément adaptées à l'escalade. Au départ il y avait un dièdre sur la droite ensuite nous bifurquions sur la gauche pour terminer sur un petit plateau pour pouvoir ensuite redescendre en rappel. Le but était de pouvoir faire passer le commando entier pour l'entraînement. Par la suite nous avons servi d'instructeurs et de conseillers pour les légionnaires et je pense que c'est la raison pour laquelle, ils ont  utilisé cette paroi comme centre d'entraînement et en faire un parcours. »

## Caractéristiques

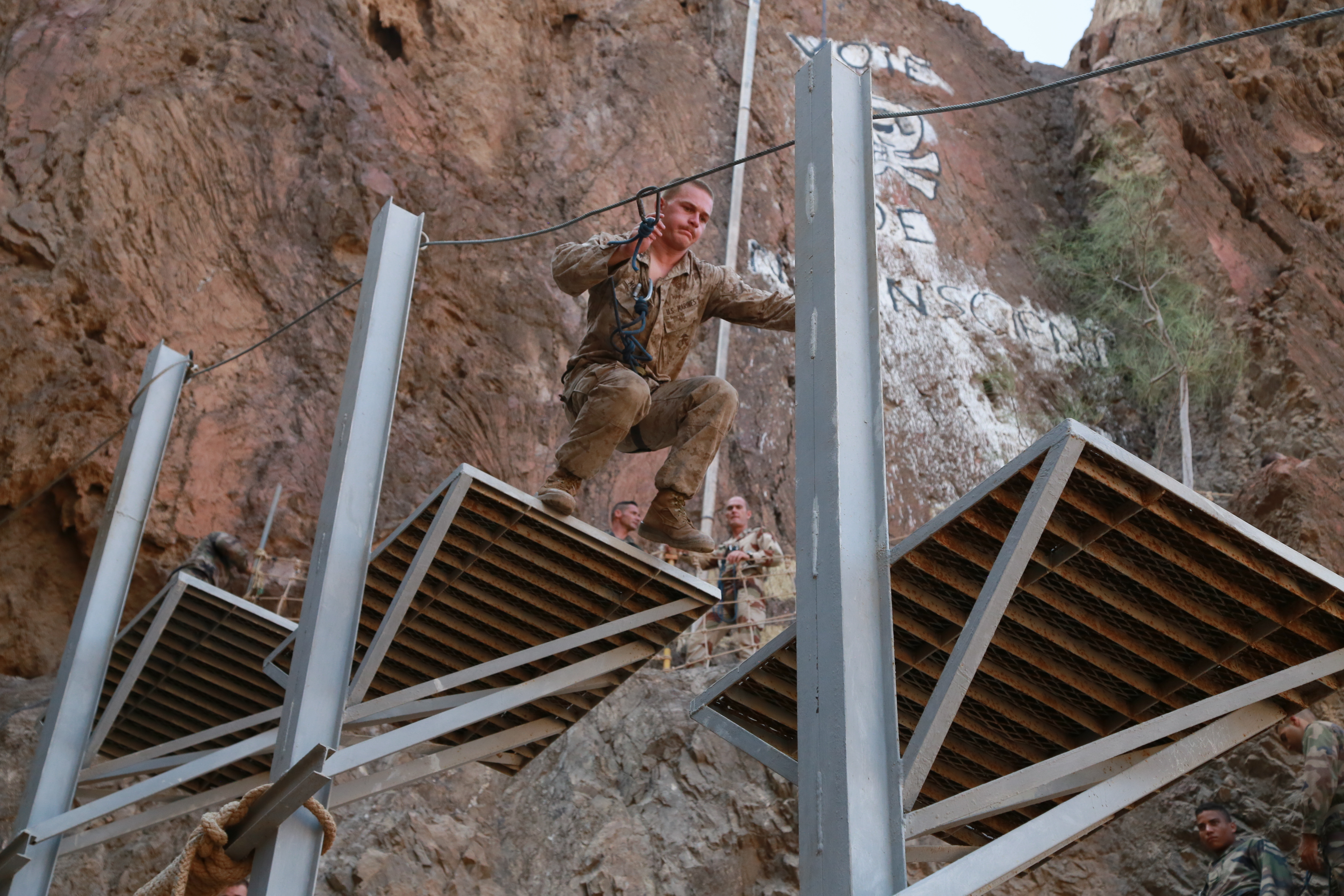
Militaires américains s'entraînant sur la voie de l'Inconscient en 2015.

La voie de l'Inconscient s'étend sur 265 mètres, comprenant 10 obstacles accrochés à flanc de falaise dont certains sont à plus de 70 mètres du sol, parmi lesquels 3 tiroliennes. Fait de câbles d'acier et de plateformes en béton ces obstacles ont aujourd'hui une réputation internationale. 
L'immense tête de mort peinte sur la falaise marque la voie de l'Inconscient, un parcours d’audace à réaliser en moins de 25 minutes, comprenant une gouttière de dix-huit mètres de hauteur. 
L’école du désert propose une formation d’un mois visant à augmenter les capacités opérationnelles des unités par l’acquisition de savoir-faire tactiques et techniques, individuels et collectifs, et à renforcer la cohésion des combattants. Il s’agit d’instruction et d’aguerrissement » basé sur trois piliers : les connaissances du milieu à travers la nomadisation et la vie dans le désert, le combat en zone semi-désertique et les entraînements de type commando.
Le parcours permet d’apprendre à dominer sa peur, à maîtriser le vide, à développer le dépassement de soi et l’audace. Cette succession d’obstacles, comprenant notamment tyroliennes, ponts de singe, asperge, gouttière, s’enchaînant sur plusieurs centaines de mètres et à plusieurs dizaines de mètres au-dessus du sol, est parcourue pour des activités d’aguerrissement, renforçant le corps et l’esprit . 
La voie de l'Inconscient est surmontée d’une tête de mort blanche peinte sur la paroi rocheuse. C'est au deuxième peloton de la 13e demi-brigade de Légion étrangère, aux ordres du lieutenant Jacques Lorho, que revient la première mise en peinture de la tête de mort. Elle figurait déjà sur les tee-shirts de sport des légionnaires, sur fond noir également.

## Documentaire historique
Le 11 mars 2022, l'historien Serge Kurschat consacre un documentaire historique À la conquête de la voie de l'Inconscient qui réhabilite les cinq fondateurs de cette piste d’audace, dans lequel il retrace la genèse de la voie de l'Inconscient et corrige ainsi les erreurs historiques des différents journalistes de l'AFP. 
Ce documentaire est réalisé au bord du lac de la Gruyère et au sommet du Moléson, en Suisse, en hommage à Philippe Blatter pour ses origines suisses.
À travers ce court-métrage, l'historien enquête et rétablit la vérité historique, grâce à des documents et des photos d'archives, un film au format super 8 datant de 1976 ainsi qu'à l'interview des cinq protagonistes.

## Réhabilitation officielle des cinq fondateurs
Le 16 juillet 2023, à Djibouti, a lieu une cérémonie officielle symbolisée par l’apposition d'une plaque qui est un don de l’association du souvenir Amiral Pierre Ponchardier, en l’honneur des cinq fondateurs. 
Cette cérémonie militaire est présidée par le général Laurent Boïté, chef des forces françaises à Djibouti (FFDJ), en présence de l'État-Major du 5e RIAOM et de l'État-major du commando de Montfort.

## Photographies de la voie de l'Inconscient

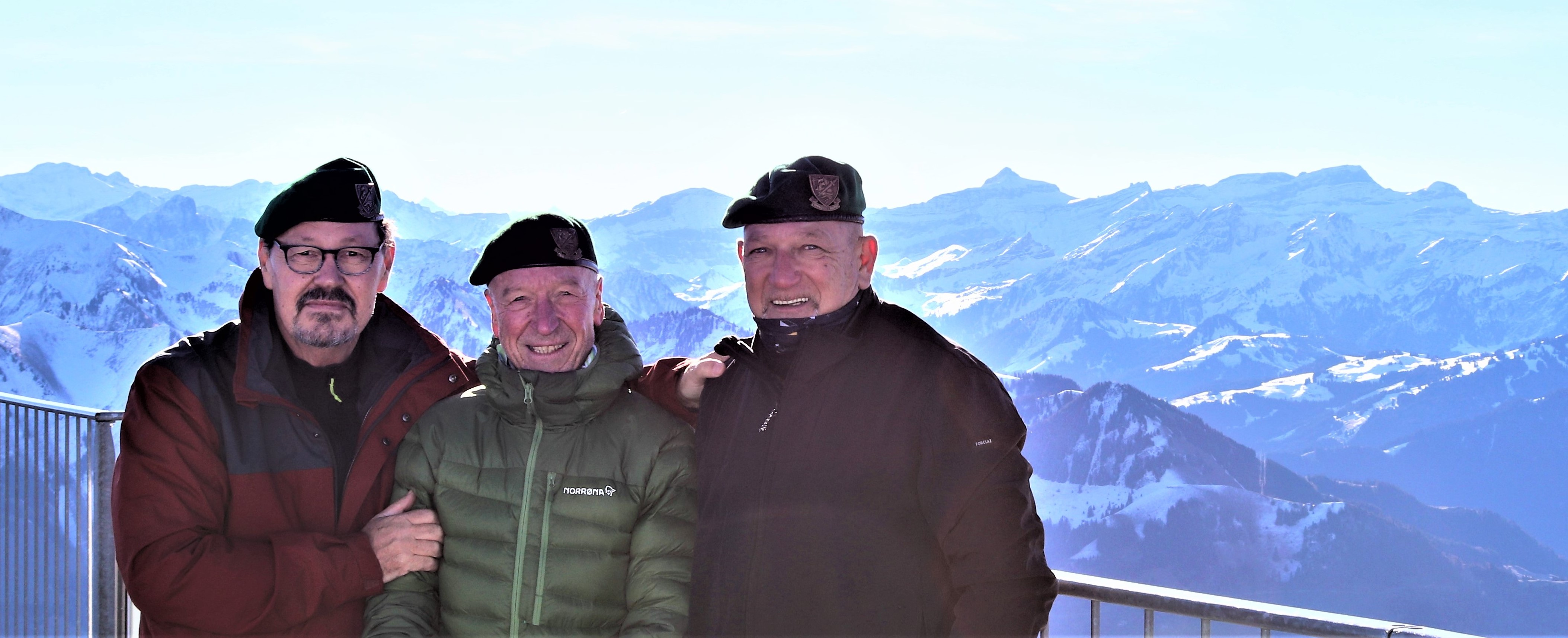
Trois des cinq fondateurs de la voie de l'Inconscient.
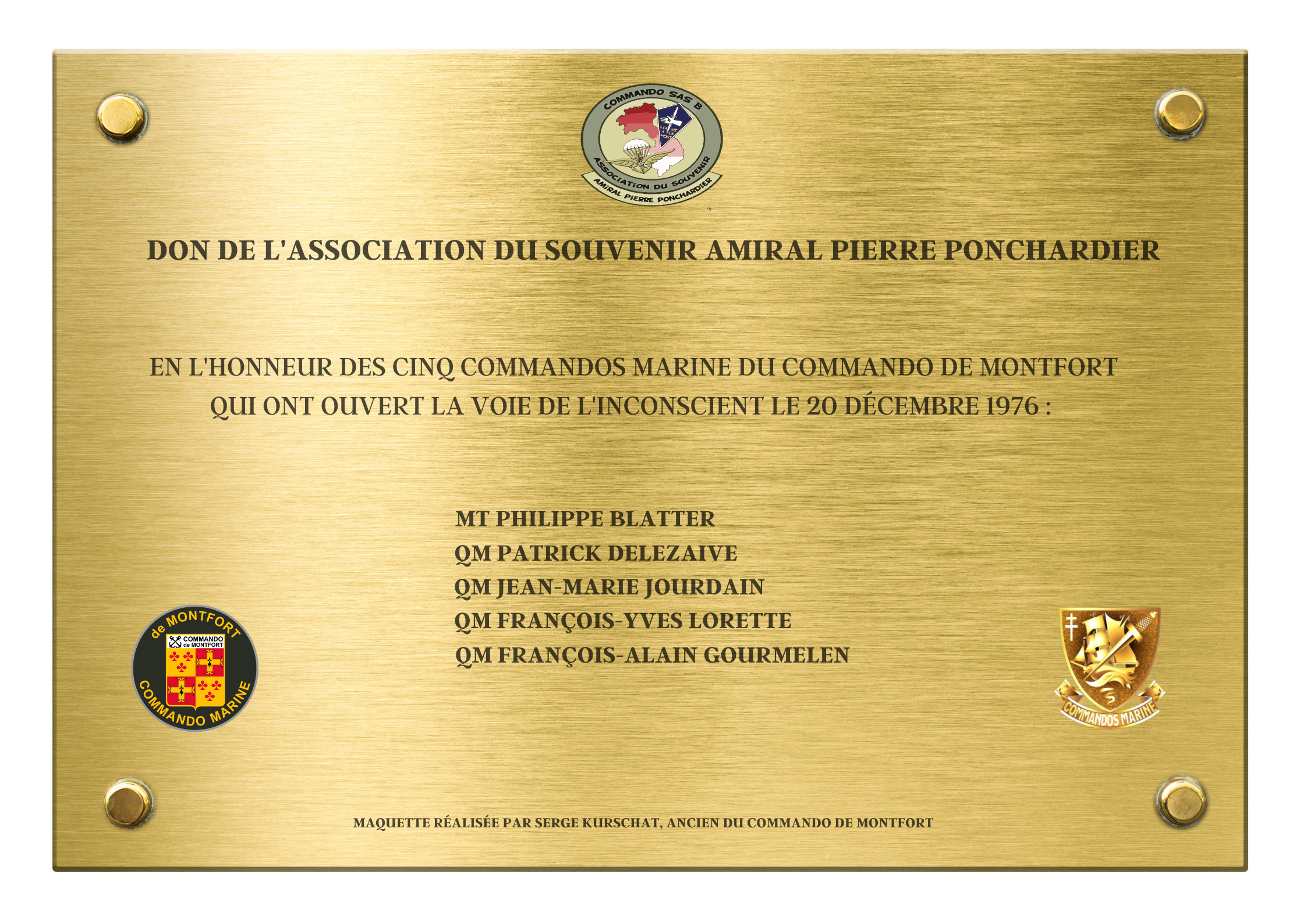
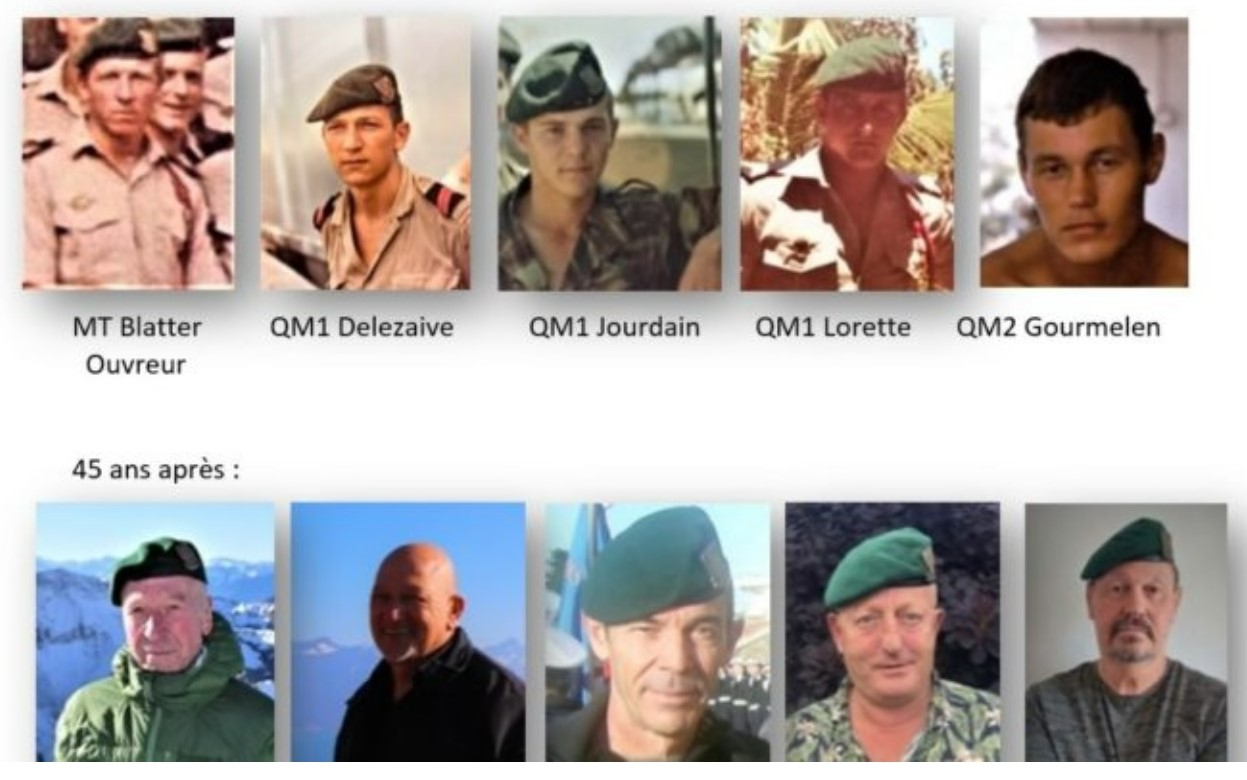
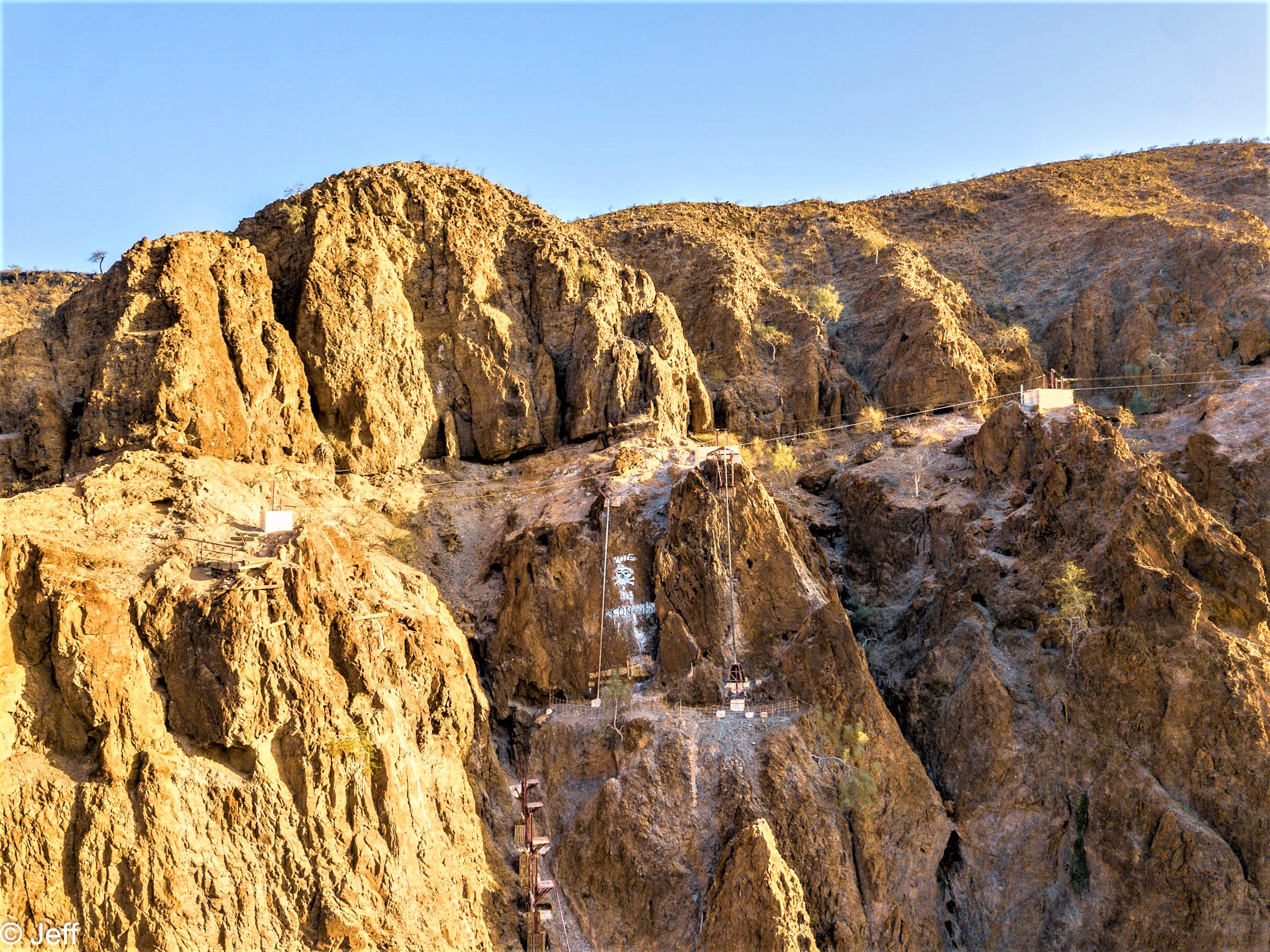
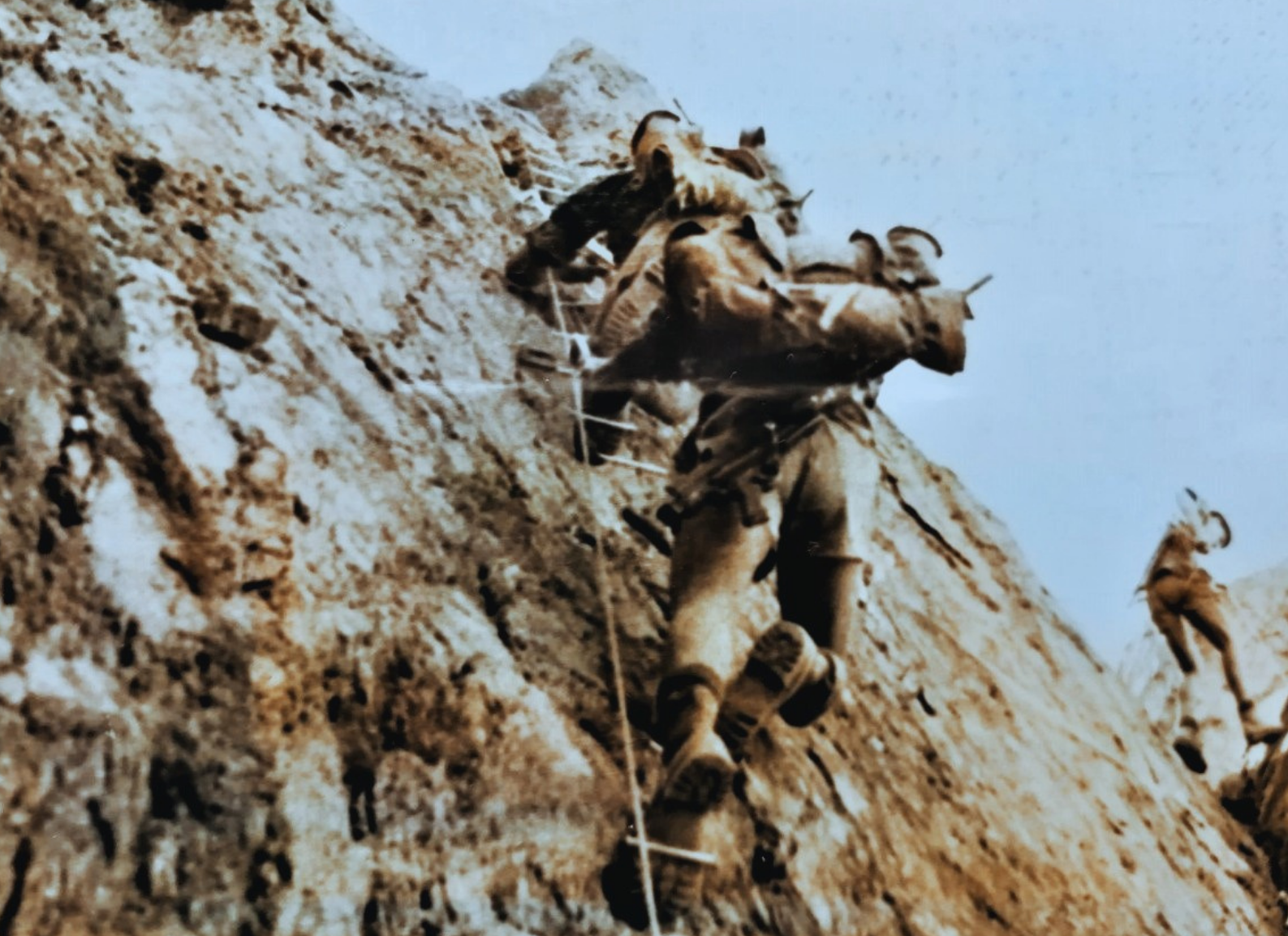
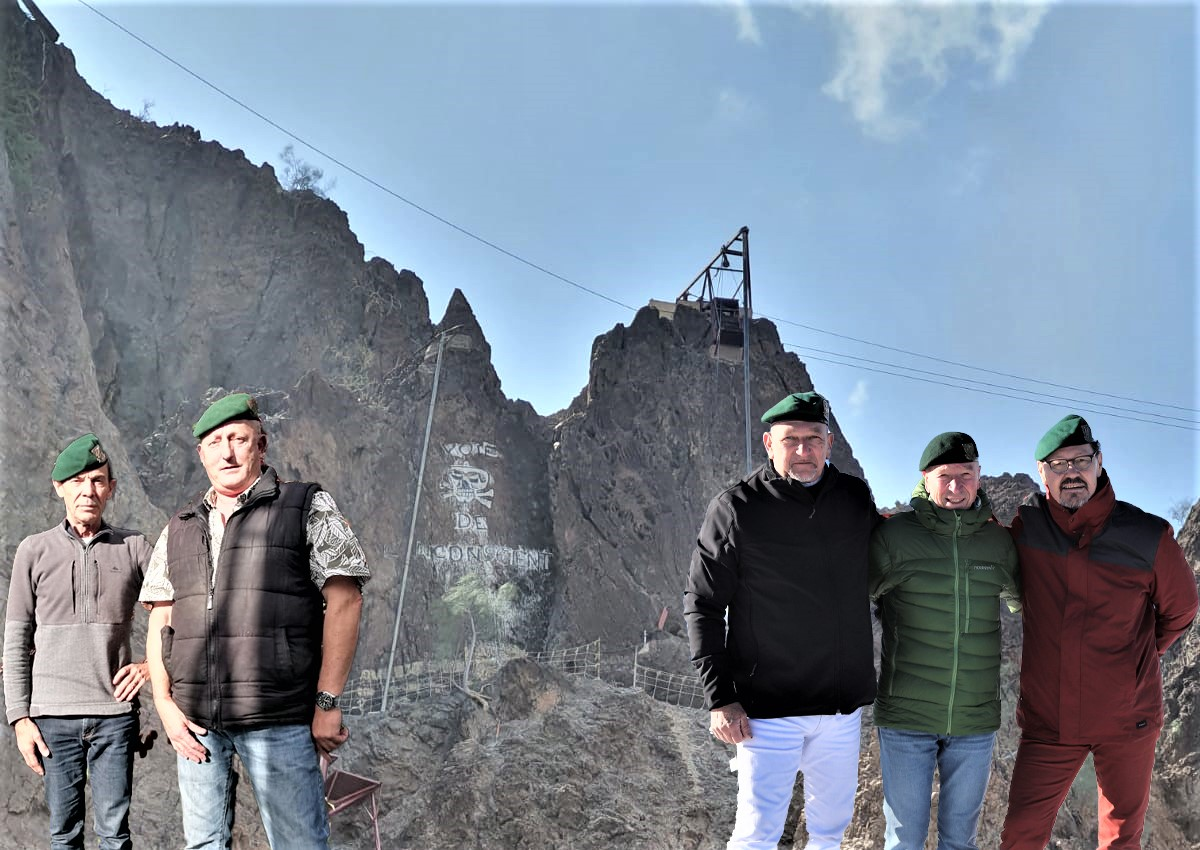
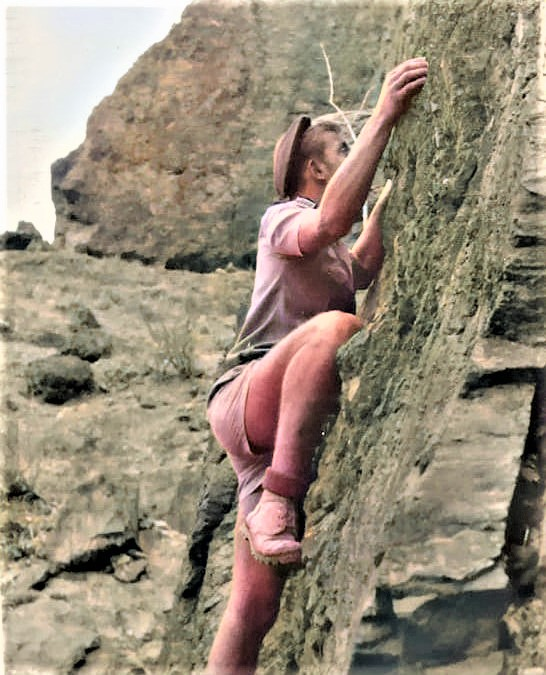
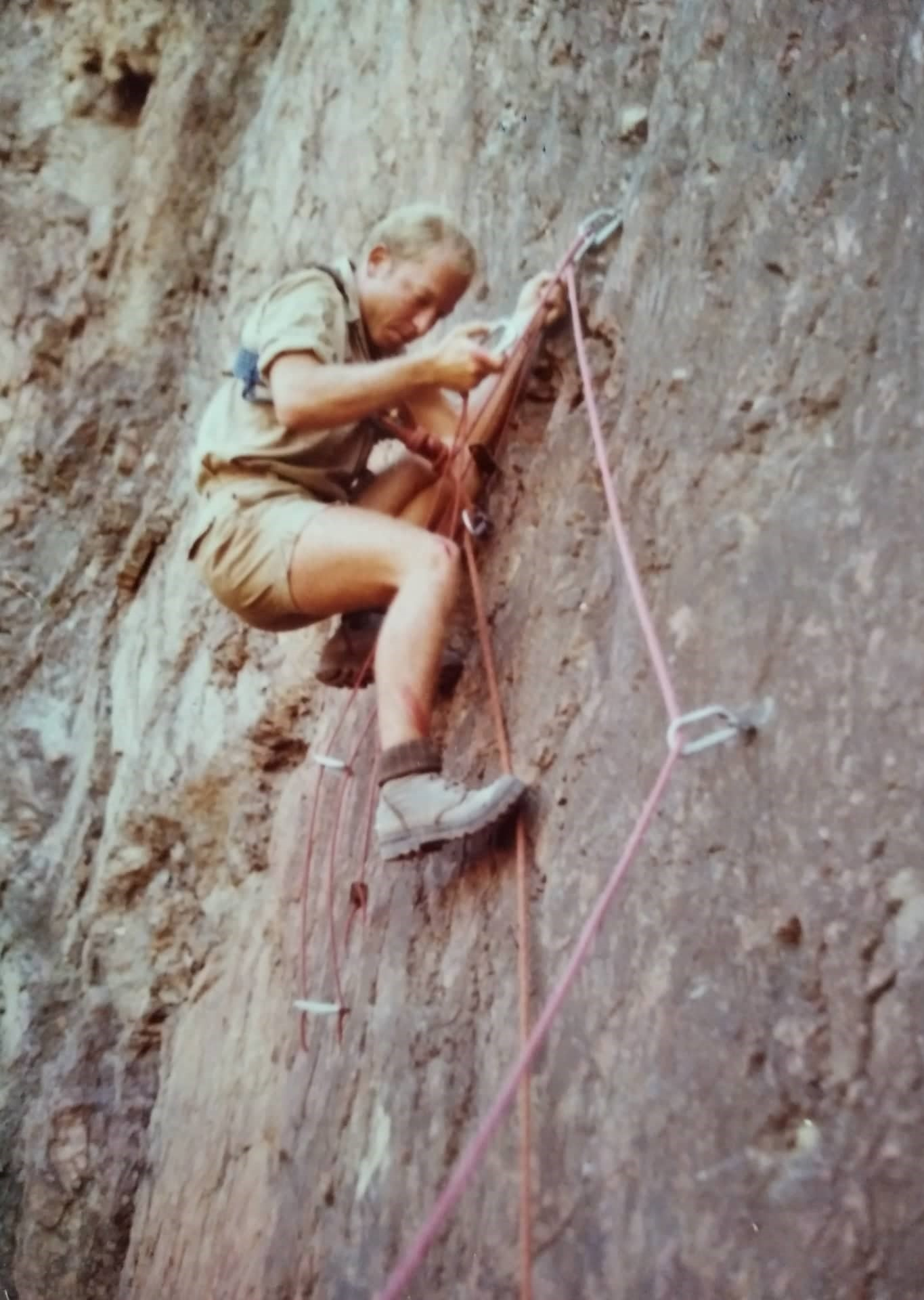
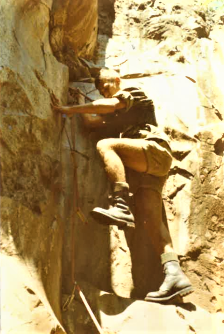
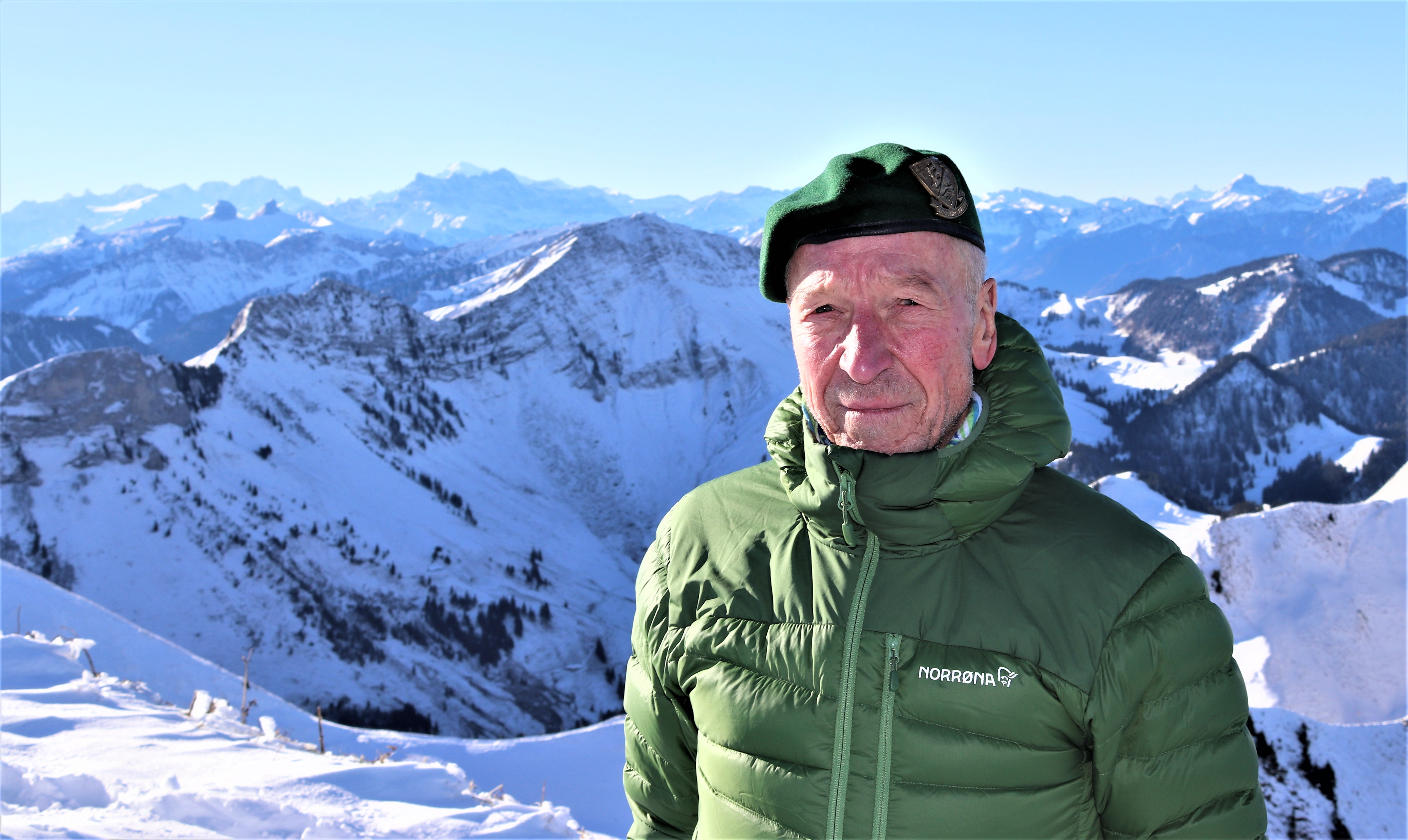
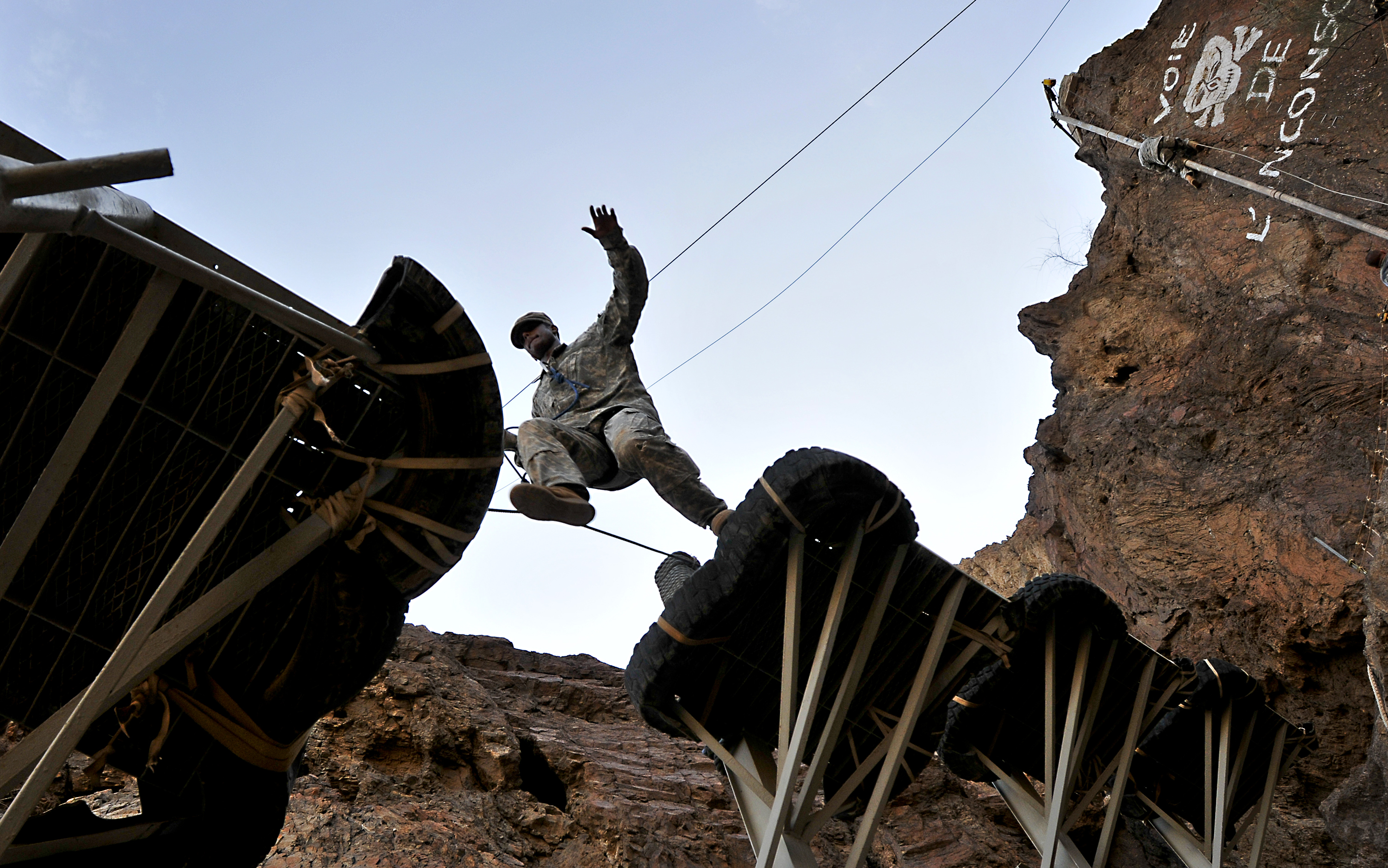
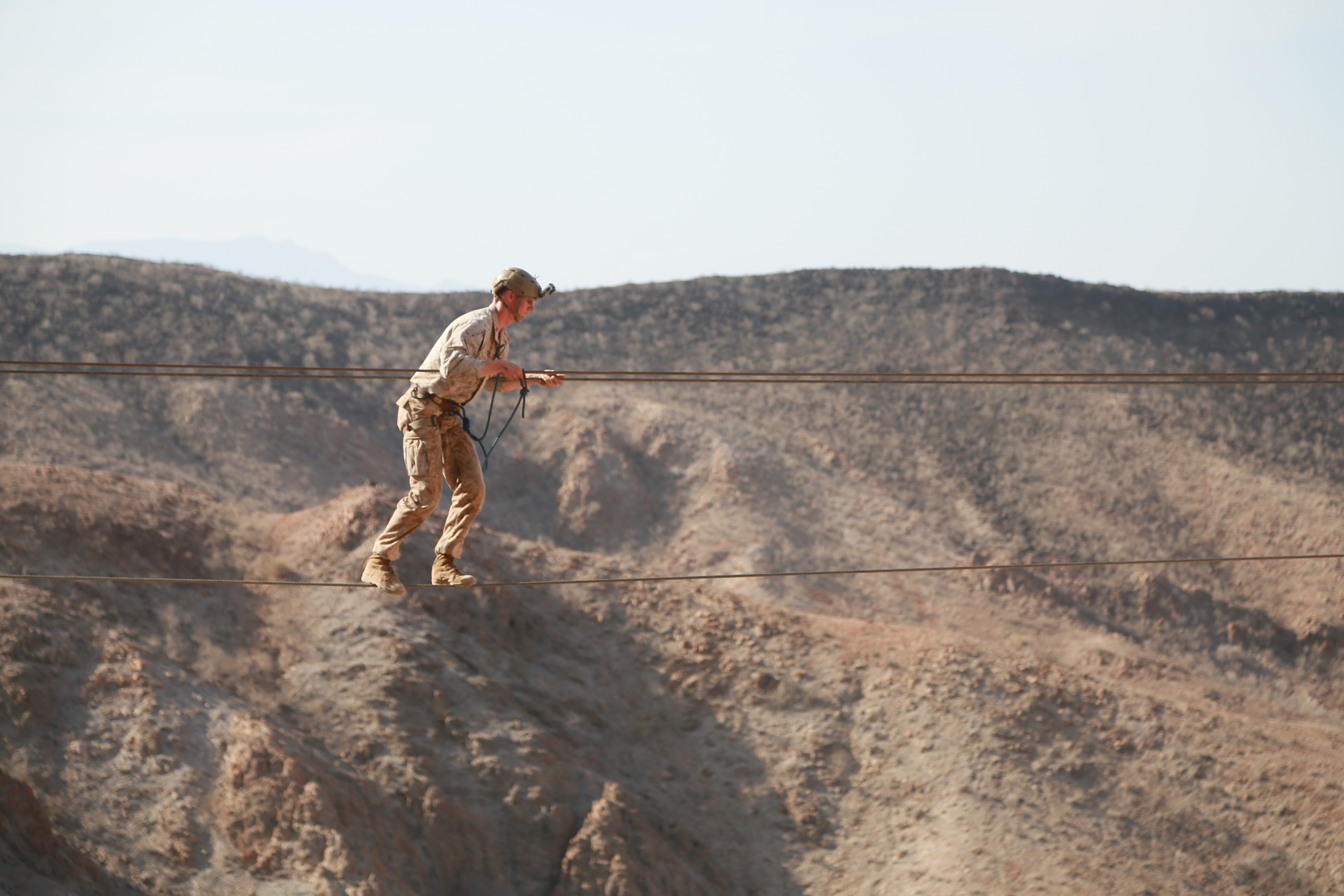
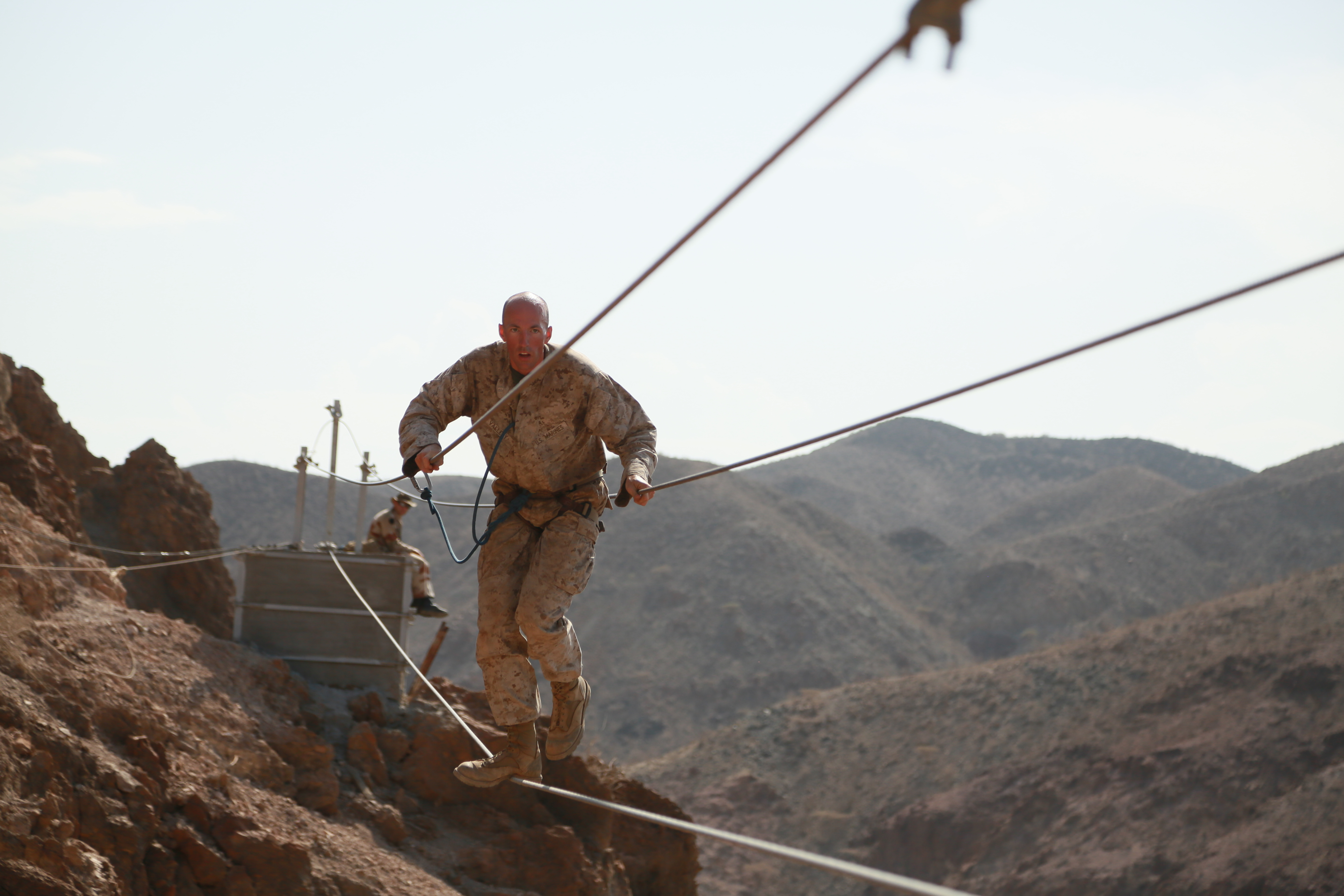